# Louis Noirot
Pour les articles homonymes, voir Noirot.
Louis Noirot (né Jean-Louis Noirot à Neuf-Brisach le 4 mars 1820 et mort à Villerest le 30 octobre 1902) est un peintre, lithographe, imprimeur, et photographe français.

## Biographie[2]
Louis Noirot est le père de Émile Noirot (1853-1924) peintre.
Il fit son apprentissage dans la maison de Brückert à Guebwiller (Haut-Rhin), partit pour Paris où il fut un des pionniers de la chromolithographie puis, en 1846, vint à Roanne appelé par un imprimeur pour une édition illustrée de chromolithographies du Forez.
Il acheta l'imprimerie Descombes. Il a exposé au Salon de Paris. Il fréquentait notamment le peintre Armand Charnay.

## L'Œuvre de Louis Noirot
- 1843 : G. Brückert et Louis Noirot, Vue générale de Guebwiller, côté du Levant, Guebwiller, Brückert, 1843
- 1851 : Louis Noirot, Roanne et ses environs : Croquis dessinés d'après nature & lithographiés par Louis Noirot, Roanne, chez l'auteur, 185130 lithographies : 7 vues de Roanne (le Pont, vue prise depuis le Marais, Tour de l’ancienne prison, Hôpital, Bassin du canal)… et 23 paysages champêtres des environs: couvent de Pradines, Charlieu, Régny, Lay, Villerest, papeterie près de St. Maurice, Châteauneuf, Thizy, Vernay…
- 1852 : Château de Boizy, dessin, 11,5 × 18 cm (lot 79, Roanne Enchères, 25 juin 2016)
- 1866 : Un chemin sous-bois vers Ailly, dessin
- 1867 : La digue de Pinay, Bords de rivière à Riorges, sous-bois près de Saint-Vincent, fusains
- 1868 : La rivière de Rhins aux environs de Roanne, fusain
- 1870-1871 : Louis Noirot et Emile Noirot, Roanne et ses environs. Vues et sites pittoresques de Roanne et ses environs dessinés et lithographiés par Louis Noirot 1870-1871, Roanne, librairie Durand, 187145 lithographies sur 43 feuillets dont quelques-unes par Émile Noirot
- 1876 : Nature morte aux fleurs, huile sur papier marouflé sur panneau (Catalogue Aguttes, 24 janvier 2012)
- 1900 :  La Rue des rats, 65 × 46 cm (lot 50, Roanne Enchères, 2014)
- 1898 : Champs de blé à Villerest huile sur toile, 32 × 43 cm (lot 51, Roanne Enchères, 25 octobre 2014)
- 1900 :  La Rue des rats, 65 × 46 cm (lot 50, Roanne Enchères, 25 octobre 2014)
- 1974 : Louis Noirot et Émile Noirot (préf. Jean Cherpin), Autour de Roanne à travers le Forez, Roanne, Horvarth, 1974, 30 lithographiesavec 25 planches, réédition de l'impression de 1881

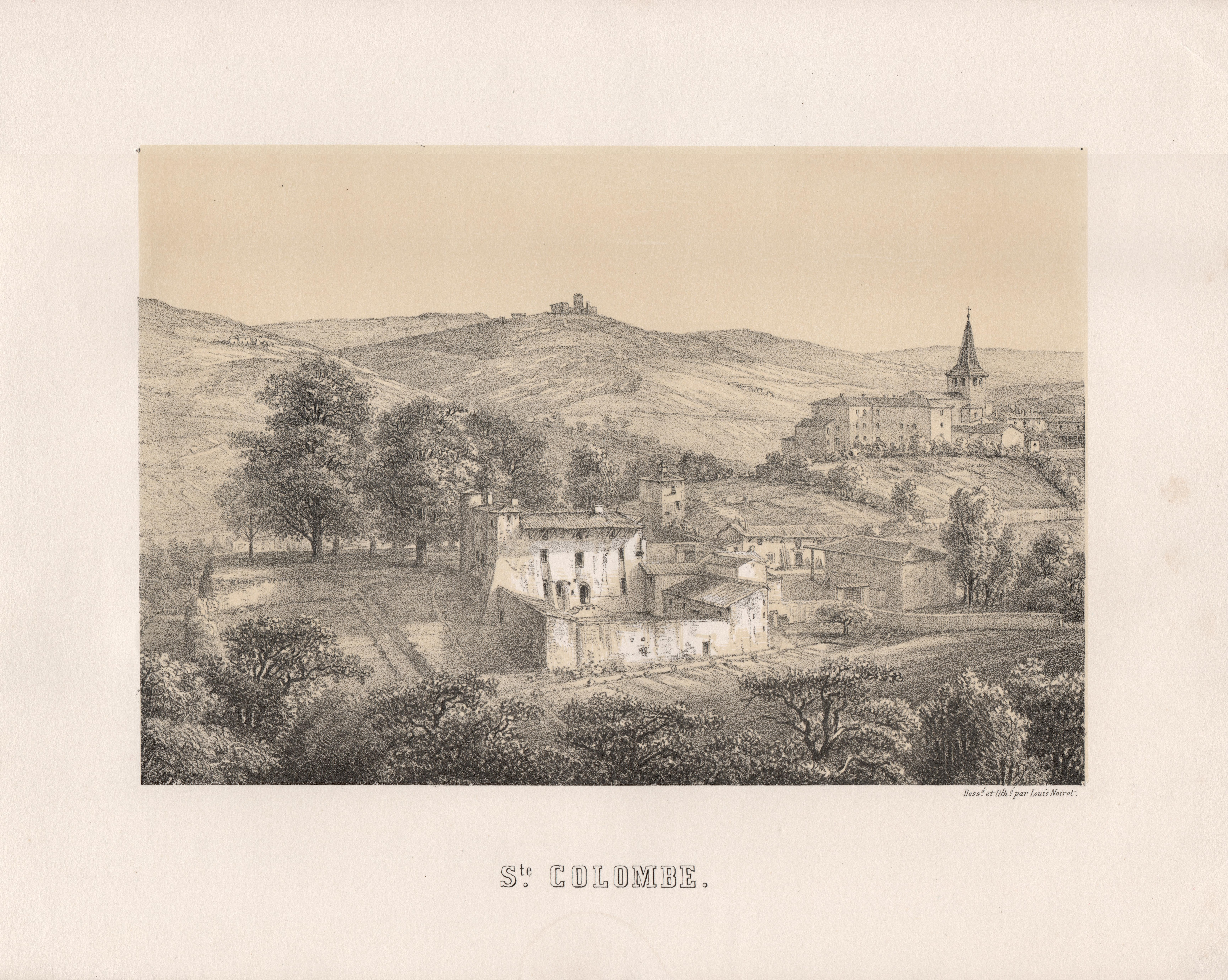
Sainte-Colombe by Louis Noirot

## Collections publiques
Roanne - Musée Joseph Déchelette : Paysage, dans le bois de la Madeleine, huile sur toile, 19e siècle